# Augusto Calore
Augusto Calore (Maserà di Padova, 1886 – Lacco Ameno, 1978) è stato un avvocato, politico e dirigente sportivo italiano.

## Biografia
È stato tra i fondatori del Fascio Agrario a Padova. Nel 1924 viene eletto onorevole per il Partito Nazionale Fascista alle elezioni politiche del 1924.
Nella stagione 1927-1928 diviene il Presidente del Calcio Padova arrivando ottavo nel girone A della Divisione Nazionale.